# Anomodon snyderi
|  | Per a altres significats, vegeu «Anomodon (planta)». |

Anomodon snyderi és una espècie extinta de mamífer eulipotifle de la família dels tàlpids que visqué durant el Plistocè en allò que avui en dia són els Estats Units. Se n'han trobat restes fòssils a Illinois. Es tracta de l'única espècie reconeguda del gènere Anomodon. Fou anomenat en honor d'un tal Sr. Snyder, de Galena, que proporcionà la dent canina superior esquerra que serví de base per a la descripció del tàxon.